# Chile nos Jogos Olímpicos de Verão de 2008
O Chile competiu nos Jogos Olímpicos de Verão de 2008, em Pequim, na China.

## Medalhistas
| Atleta            | Esporte | Evento            | Medalha |
| ----------------- | ------- | ----------------- | ------- |
| Fernando González | Tênis   | Simples masculino | Prata   |

## Desempenho

### Atletismo
Masculino
| Atletas             | Evento              | Preliminares | Preliminares | Quartas     | Quartas     | Semifinal   | Semifinal   | Final         | Final         |
| Atletas             | Evento              | Marca        | Posição      | Marca       | Posição     | Marca       | Posição     | Marca         | Posição       |
| ------------------- | ------------------- | ------------ | ------------ | ----------- | ----------- | ----------- | ----------- | ------------- | ------------- |
| Cristián Reyes      | 200 metros          | 21s20        | 47º          | Não avançou | Não avançou | Não avançou | Não avançou | Não avançou   | Não avançou   |
| Roberto Echeverría  | Maratona            |              |              |             |             |             |             | 2h23m54s      | 49º           |
| Ignacio Guerra      | Lançamento de dardo | 73,03m       | 24º          |             |             |             |             | Não avançou   | Não avançou   |
| Marco Antonio Verni | Arremesso de peso   | 17,96m       | 39º          |             |             |             |             | Não avançou   | Não avançou   |
| Gonzalo Barroilhet  | Decatlo             |              |              |             |             |             |             | Não completou | Não completou |

Feminino
| Atletas      | Evento            | Preliminares | Preliminares | Final       | Final       |
| Atletas      | Evento            | Marca        | Posição      | Marca       | Posição     |
| ------------ | ----------------- | ------------ | ------------ | ----------- | ----------- |
| Natalia Duco | Arremesso de peso | 17,40m       | 22º          | Não avançou | Não avançou |

### Canoagem slalom
Masculino
| Atleta           | Evento | Preliminar | Preliminar | Preliminar | Preliminar | Preliminar | Preliminar | Semifinais  | Semifinais  | Final       | Final       |
| Atleta           | Evento | Descida 1  | Posição    | Descida 2  | Posição    | Total      | Posição    | Tempo       | Posição     | Tempo       | Posição     |
| ---------------- | ------ | ---------- | ---------- | ---------- | ---------- | ---------- | ---------- | ----------- | ----------- | ----------- | ----------- |
| Pablo McCandless | K-1    | 88s24      | 17º        | 88s40      | 14º        | 176s54     | 16º        | Não avançou | Não avançou | Não avançou | Não avançou |

### Ciclismo de estrada
Masculino
| Atleta             | Evento             | Final               | Final         |
| Atleta             | Evento             | Tempo               | Posição       |
| ------------------ | ------------------ | ------------------- | ------------- |
| Patricio Almonacid | Corrida em estrada | Não completou       | Não completou |
| Gonzalo Garrido    | Corrida em estrada | 6h36m48s (+ 12m59s) | 69º           |

### Ciclismo Mountain Bike
Masculino
| Atleta          | Evento        | Final     | Final     |
| Atleta          | Evento        | Tempo     | Posição   |
| --------------- | ------------- | --------- | --------- |
| Cristóbal Silva | Cross-country | -2 voltas | -2 voltas |

Feminino
| Atleta           | Evento        | Final     | Final     |
| Atleta           | Evento        | Tempo     | Posição   |
| ---------------- | ------------- | --------- | --------- |
| Francisca Campos | Cross-country | -2 voltas | -2 voltas |

### Ciclismo de pista
| Atleta          | Evento             | Pontos/Voltas | Posição |
| --------------- | ------------------ | ------------- | ------- |
| Marco Arriagada | Corrida por pontos | 1             | 18º     |

### Esgrima
Masculino
| Atleta          | Evento            | Fase de 64             | Fase de 32               | Fase de 16             | Quartas de final       | Semifinais             | Disputa Bronze         | Final                  |
| Atleta          | Evento            | Adversário e resultado | Adversário e resultado   | Adversário e resultado | Adversário e resultado | Adversário e resultado | Adversário e resultado | Adversário e resultado |
| --------------- | ----------------- | ---------------------- | ------------------------ | ---------------------- | ---------------------- | ---------------------- | ---------------------- | ---------------------- |
| Paris Inostroza | Espada individual | JPN S. Nishida V 15-11 | VEN S. Fernández D 10-15 | Não avançou            | Não avançou            | Não avançou            | Não avançou            | Não avançou            |

### Halterofilismo
Feminino
| Atleta            | Evento | Arranque (kg) | Arremesso (kg) | Total (kg) | Posição |
| ----------------- | ------ | ------------- | -------------- | ---------- | ------- |
| Elizabeth Poblete | -75kg  | 91,0          | 106,0          | 197,0      | 12º     |

### Hipismo
CCE
| Atleta           | Cavalo       | Evento     | Adestramento   | Adestramento   | Cross-country  | Cross-country  | Salto          | Salto          | Salto          | Salto          | Total          | Total          |
| Atleta           | Cavalo       | Evento     | Adestramento   | Adestramento   | Cross-country  | Cross-country  | Qualicatória   | Qualicatória   | Final          | Final          | Total          | Total          |
| Atleta           | Cavalo       | Evento     | Pen.           | Posição        | Pen.           | Posição        | Pen.           | Posição        | Pen.           | Posição        | Pen.           | Posição        |
| ---------------- | ------------ | ---------- | -------------- | -------------- | -------------- | -------------- | -------------- | -------------- | -------------- | -------------- | -------------- | -------------- |
| Sergio Iturriaga | Lago Rupanco | Individual | 63.0           | 60º            | Não avançou    | Não avançou    | Não avançou    | Não avançou    | Não avançou    | Não avançou    | Não avançou    | Não avançou    |
| Ricardo Stangher | Literal      | Individual | Não participou | Não participou | Não participou | Não participou | Não participou | Não participou | Não participou | Não participou | Não participou | Não participou |

### Judô
Masculino
| Atleta       | Evento | Preliminares           | Fase de 32                | Fase de 16             | Quartas                | Semifinais             | Repescagem             | Repescagem             | Repescagem             | Final                  | Final       |
| Atleta       | Evento | Preliminares           | Fase de 32                | Fase de 16             | Quartas                | Semifinais             | 1ª fase                | Quartas                | Semifinais             | Final                  | Final       |
| Atleta       | Evento | Adversário e resultado | Adversário e resultado    | Adversário e resultado | Adversário e resultado | Adversário e resultado | Adversário e resultado | Adversário e resultado | Adversário e resultado | Adversário e resultado | Pos.        |
| ------------ | ------ | ---------------------- | ------------------------- | ---------------------- | ---------------------- | ---------------------- | ---------------------- | ---------------------- | ---------------------- | ---------------------- | ----------- |
| Felipe Novoa | -66 kg |                        | ITA G. Casale D 0000-1000 | Não avançou            | Não avançou            | Não avançou            | Não avançou            | Não avançou            | Não avançou            | Não avançou            | Não avançou |

### Natação
Masculino
| Atleta(s)     | Evento     | Eliminatórias | Eliminatórias | Semifinal   | Semifinal   | Final       | Final       |
| Atleta(s)     | Evento     | Tempo         | Posição       | Tempo       | Posição     | Tempo       | Posição     |
| ------------- | ---------- | ------------- | ------------- | ----------- | ----------- | ----------- | ----------- |
| Oliver Elliot | 50 m livre | 22s75         | 41º           | Não avançou | Não avançou | Não avançou | Não avançou |

Feminino
| Atleta(s)       | Evento         | Eliminatórias | Eliminatórias | Final         | Final         |
| Atleta(s)       | Evento         | Tempo         | Posição       | Tempo         | Posição       |
| --------------- | -------------- | ------------- | ------------- | ------------- | ------------- |
| Kristel Köbrich | 800 m livre    | 8m34s25       | 20º           | Não avançou   | Não avançou   |
| Kristel Köbrich | Maratona 10 km |               |               | Não completou | Não completou |

### Pentatlo moderno
Masculino
| Atleta          | Evento     | Tiro   | Tiro | Esgrima  | Esgrima | Natação | Natação | Hipismo | Hipismo | Corrida | Corrida | Total | Posição |
| Atleta          | Evento     | Pontos | PPM  | Vitórias | PPM     | Tempo   | PPM     | Pontos  | PPM     | Tempo   | PPM     | PPM   | Posição |
| --------------- | ---------- | ------ | ---- | -------- | ------- | ------- | ------- | ------- | ------- | ------- | ------- | ----- | ------- |
| Cristián Bustos | Individual | 178    | 1072 | 12       | 688     | 2m15s26 | 1180    | 78.42   | 904     | 9m29s57 | 1124    | 4968  | 27º     |

### Remo
Masculino
| Equipe        | Evento        | Eliminatórias | Eliminatórias | Repescagem | Repescagem | Quartas | Quartas  | Semifinal | Semifinal | Final   | Final                |
| Equipe        | Evento        | Tempo         | Posição       | Tempo      | Posição    | Tempo   | Posição  | Tempo     | Posição   | Tempo   | Posição (Pos. final) |
| ------------- | ------------- | ------------- | ------------- | ---------- | ---------- | ------- | -------- | --------- | --------- | ------- | -------------------- |
| Óscar Vásquez | Skiff simples | 7m39s58       | 3º Q          |            |            | 7m06s61 | 4º S C/D | 7m17s17   | 2º FC     | 7m07s02 | 4º (16º)             |

Feminino
| Equipe       | Evento        | Eliminatórias | Eliminatórias | Repescagem | Repescagem | Quartas | Quartas  | Semifinal | Semifinal | Final   | Final                |
| Equipe       | Evento        | Tempo         | Posição       | Tempo      | Posição    | Tempo   | Posição  | Tempo     | Posição   | Tempo   | Posição (Pos. final) |
| ------------ | ------------- | ------------- | ------------- | ---------- | ---------- | ------- | -------- | --------- | --------- | ------- | -------------------- |
| Soraya Jadue | Skiff simples | 8m04s08       | 5º Q          |            |            | 7m51s52 | 4º S C/D | 8m13s67   | 2º FC     | 7m48s35 | 5º (17º)             |

### Tênis
Masculino
| Atleta                          | Evento  | Fase de 64               | Fase de 32                              | Fase de 16               | Quartas                     | Semifinais                    | Final                        | Final            |
| Atleta                          | Evento  | Adversário e resultado   | Adversário e resultado                  | Adversário e resultado   | Adversário e resultado      | Adversário e resultado        | Adversário e resultado       | Posição          |
| ------------------------------- | ------- | ------------------------ | --------------------------------------- | ------------------------ | --------------------------- | ----------------------------- | ---------------------------- | ---------------- |
| Fernando González               | Simples | CHN Sun P. V 6-4, 6-4    | CRO M. Čilić V 6-4, 6-2                 | BEL O. Rochus V 6-0, 6-3 | FRA P-H. Mathieu V 6-4, 6-4 | USA J. Blake V 4-6, 7-5, 11-9 | ESP R. Nadal D 3-6, 6-7, 3-6 | Medalha de prata |
| Nicolás Massú                   | Simples | BEL S. Darcis V 6-4, 7-5 | ARG D. Nalbandian D 6-7, 1-6            | Não avançou              | Não avançou                 | Não avançou                   | Não avançou                  | Não avançou      |
| Fernando González Nicolás Massú | Duplas  |                          | RUS D. Tursunov - M. Youzhny D 6-7, 4-6 | Não avançou              | Não avançou                 | Não avançou                   | Não avançou                  | Não avançou      |

### Tiro
Masculino
| Atleta       | Evento | Qualificação | Qualificação | Final       | Final       | Posição |
| Atleta       | Evento | Placar       | Posição      | Placar      | Total       | Posição |
| ------------ | ------ | ------------ | ------------ | ----------- | ----------- | ------- |
| Jorge Atalah | Skeet  | 111          | 28º          | Não avançou | Não avançou | 28º     |

### Triatlo
Feminino
| Atleta         | Evento   | Natação | Natação | Ciclismo | Ciclismo | Corrida | Corrida | Total      | Posição final |
| Atleta         | Evento   | Tempo   | Posição | Tempo    | Posição  | Tempo   | Posição | Total      | Posição final |
| -------------- | -------- | ------- | ------- | -------- | -------- | ------- | ------- | ---------- | ------------- |
| Bárbara Rivero | Feminino | 20m21   | 38º     | 1h26m52  | 26º      | 36m16   | 18º     | 2h03m42s56 | 25º           |

### Vela
Masculino
| Atleta           | Evento | Regata | Regata | Regata | Regata | Regata | Regata | Regata | Regata | Regata | Regata  | Pontos | Posição |
| Atleta           | Evento | 1      | 2      | 3      | 4      | 5      | 6      | 7      | 8      | 9      | M       | Pontos | Posição |
| ---------------- | ------ | ------ | ------ | ------ | ------ | ------ | ------ | ------ | ------ | ------ | ------- | ------ | ------- |
| Matías del Solar | Laser  | 3      | 34     | 30     | 25     | 21     | 9      | 25     | 23     | DNE    | Não av. | 170    | 25º     |

### Remo
| S | Classificado(a) para as semifinais |    |                        | FA | Final A (disputa de medalhas) |  |  | FD | Final D (sem medalhas) |
| Q | Classificado(a) para as quartas    | FB | Final B (sem medalhas) | FE | Final E (sem medalhas)        |  |  |    |                        |
| R | Classificado(a) para a repescagem  | FC | Final C (sem medalhas) | FF | Final F (sem medalhas)        |  |  |    |                        |

### Vela
| M   | Regata da Medalha da qual só participam os dez primeiros colocados das regatas anteriores  |  |  | CAN | Regata cancelada |
| BFD | Desclassificado por bandeira preta (Black Flag Disqualified)                               |  |  |     |                  |
| UFD | Desclassificado por bandeira "U" (U Flag Disqualified)                                     |  |  |     |                  |
| OCS | Largada queimada (On the Course Side of the starting line)                                 |  |  |     |                  |
| DNE | Desclassificação sem eliminação (infração a um item do regulamento da prova – Did Not End) |  |  |     |                  |